# Tio Hugo
Tio Hugo est une ville brésilienne du Nord-Ouest de l'État du Rio Grande do Sul, faisant partie de la microrégion de Não-Me-Toque et située à 242 km au nord-ouest de Porto Alegre, capitale de l'État. Elle se situe à une latitude de 28° 34′ 46″ sud et à une longitude de 52° 35′ 58″ ouest. Sa population était estimée à 2 593 habitants en 2007. La municipalité s'étend sur 268 km2.
L'origine allemande de la population est prédominante dans la commune, mais on rencontre aussi des descendants d'Italiens et d'Arabes, entre autres ethnies.

## Maires
| Période | Période | Identité       | Étiquette | Qualité |
| ------- | ------- | -------------- | --------- | ------- |
| 2004    | 2008    | Gilmar Muhl    | PDT       |         |
| 2008    | 2012    | Arlindo Kerber | PDT       |         |
| 2012    | 2016    | Verno Müller   | PDT       |         |

## Villes voisines
- Ernestina
- Nicolau Vergueiro
- Ibirapuitã
- Soledade
- Mormaço
- Victor Graeff